# دریاچه اورل
دریاچه اورل (به روسی: Орель) دریاچه ای آب شیرین است که در خابارووسک کرای روسیه قرار دارد. مساحت این دریاچه ۳۱۴ کیلومتر مربع و حداکثر عمق آن ۳.۸ متر می باشد.